# Onthophagus glaucinus
Onthophagus glaucinus är en skalbaggsart som beskrevs av Gillet 1930. Onthophagus glaucinus ingår i släktet Onthophagus och familjen bladhorningar. Inga underarter finns listade i Catalogue of Life.